# Willoughby Verner
O Coronel William Willoughby Cole Verner (22-10-1852 — 25-01-1922), foi um soldado britânico, escritor, ornitólogo e inventor de um tipo de bússola.
Ele foi brevemente professor de topografia na Royal Military Academy Sandhurst.
Ele é lembrado por trazer Cueva de la Pileta, uma caverna cheia de pinturas pré-históricas, para a atenção internacional.